# Třída Daring (1949)
Třída Daring byla třída torpédoborců Britského královského námořnictva. Postaveno bylo osm jednotek pro britské námořnictvo a další tři pro Australské námořnictvo. Jediným dalším uživatelem této třídy se stalo Peruánské námořnictvo, které zakoupilo dvojici torpédoborců z britských přebytků. Celá tato třída již byla vyřazena. Jednalo se o první britské torpédoborce postavené po skončení druhé světové války a zároveň poslední britské (a australské) torpédoborce, jejichž hlavní výzbrojí bylo dělostřelectvo.

## Pozadí vzniku
Osmikusová série torpédoborců pro britské námořnictvo, zahrnující torpédoborce Delight (D119), Daring (D05), Dainty (D108), Diamond (D35), Defender (D114), Decoy (D106), Diana (D126) a Duchess (D154), byla objednána ještě během druhé světové války a stavěna v sedmi loděnicích. Dalších osm jednotek bylo sice objednáno, později ale byla jejich stavba zrušena. Stavba probíhala v letech 1945–1954, přičemž do služby torpédoborce vstupovaly v letech 1952–1954. Ve službě byly britské lodě až do svého vyřazení v průběhu 70. let.
Jednotky třídy Daring:
| Jméno                                | Loděnice              | Zahájení stavby   | Spuštění na vodu  | Zařazena do služby | Status |
| ------------------------------------ | --------------------- | ----------------- | ----------------- | ------------------ | --- |
| Dainty (D108)                        | White                 | 17. prosince 1945 | 16. srpna 1950    | 26. února 1953     | Prodán do šrotu 1972. |
| Daring (D05)                         | Swan Hunter           | 29. září 1945     | 10. srpna 1949    | 8. března 1952     | Prodán do šrotu 1971. |
| Decoy (D106, ex Dragon)              | Yarrow                | 22. září 1946     | 19. března 1949   | 28. dubna 1953     | Roku 1970 dodán Peru jako Ferré (74). Vyřazen 1999.                                                                                                   |
| Defender (D114, ex Dogstar)          | Stephen               | 22. března 1949   | 27. července 1950 | 5. prosince 1952   | Prodán do šrotu 1972. |
| Delight (D119, ex Disdain, ex Ypres) | Fairfield             | 5. září 1946      | 21. prosince 1950 | 9. října 1953      | Prodán do šrotu 1971. |
| Diamond (D35)                        | John Brown            | 15. března 1949   | 14. června 1950   | 21. února 1952     | Od roku 1970 stacionární cvičná loď. Prodán do šrotu 1981.                                                                                            |
| Diana (D126, ex Druid)               | Yarrow                | 3. dubna 1947     | 8. května 1952    | 29. března 1954    | Roku 1970 dodán Peru jako Palacios (73). Vyřazen 1993.                                                                                                |
| Duchess (D154)                       | Thornycroft           | 2. července 1948  | 9. dubna 1951     | 23. října 1952     | Roku 1964 dodán Austrálii jako Voyager, zapůjčen a později odkoupen náhradou za stejnojmenné plavidlo ztracené při nehodě. Sloužil jako HMAS Duchess. |
| Voyager (D04)                        | Cockatoo Island       | 10. října 1949    | 1. května 1952    | 12. února 1957     | Dne 10. února 1964 se potopil po srážce s letadlovou lodí HMAS Melbourne (R21).                                                                       |
| Vendetta (D08)                       | Williamstown Dockyard | 4. července 1949  | 3. května 1954    | 26. listopadu 1958 | Prodán do šrotu 1987. |
| Vampire (D01)                        | Cockatoo Island       | 1. července 1952  | 27. října 1956    | 23. června 1959    | Od roku 1985 muzejní loď. |
| Waternhen                            | Williamstown Dockyard | prosince 1952     | –                 | –                  | Roku 1954 stavba zrušena. |

## Konstrukce

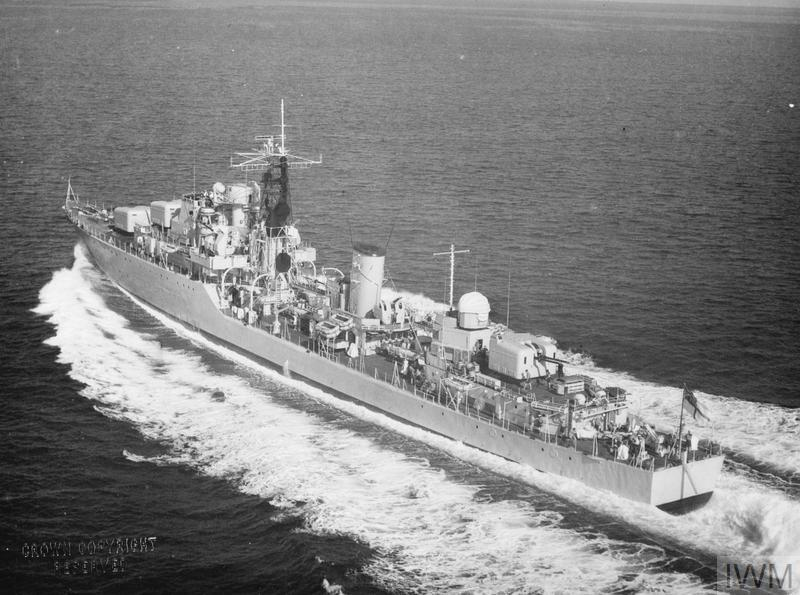
HMS Diana s upraveným zadním komínem

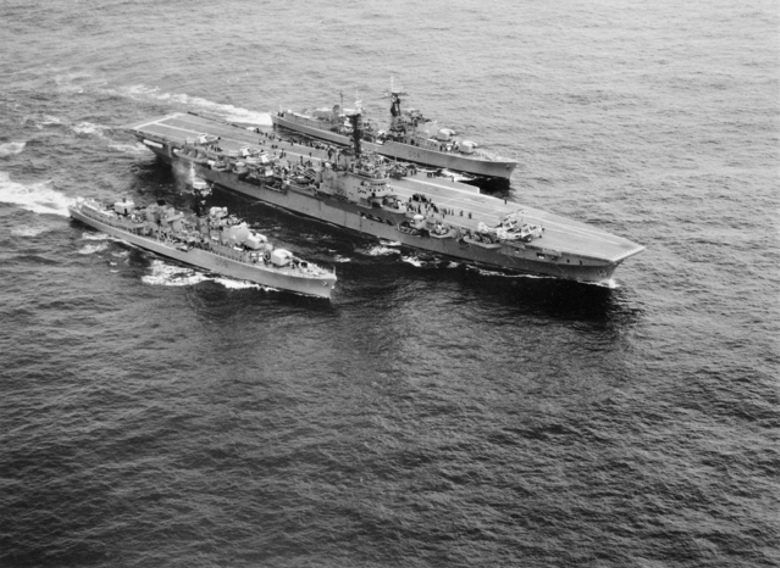
Australská letadlová loď HMAS Melbourne s dvojicí australských torpédoborců třídy Daring

Hlavní výzbroj tvořilo šest dvouúčelových 114mm kanónů Mk.6 v dvoudělových věžích, z nichž dvě byly na přídi a jedna na zádi. Protiletadlovou výzbroj posilovalo dva až šest 40mm kanónů Bofors Mk.5. Na palubě bylo dále deset 533mm torpédometů (na konci 50. let byly odstraněny) a k ničení ponorek lodě nesly jeden salvový vrhač hlubinných pum Squid. Pohonný systém tvořily dva kotle Foster Wheeler (D05, D106, D119, D126 nesly kotle Babcock & Wilcox) a dvě parní turbíny o výkonu 54 000 hp, pohánějící dva lodní šrouby. Nejvyšší rychlost dosahovala 35 uzlů.

### Modifikace
Roku 1963 byl Decoy vybaven čtynásobným vypouštěcím zařízením střel Sea Cat. Zkoušky byly úspěšné, přesto bylo rozhodnuto střely na tuto třídu neinstalovat a následně byl systém odstraněn i z torpédoborce Decoy. Daring a Diana byly krátce po dokončení, na osobní přání lorda Mountbattena, vybaveny elegantnějším zadním komínem. Vylepšení zhoršovalo střelecké úhly zadních 40mm kanónů, a proto byl komín po několika letech vrácen do původního stavu.

## Zahraniční uživatelé
Austrálie
Australské námořnictvo objednalo v prosinci 1946 stavbu čtyř torpédoborců této třídy. Realizace programu ale začala až na sklonku 40. let, po dodání nutného materiálu z Velké Británie. Postupně byly, v domácích loděnicích Cockatoo Island a Williamstown Dockyard, založeny kýly torpédoborců Voyager (D04), Vendetta (D08), Vampire (D01) a Waternhen. Stavba čtvrté jednotky ale byla roku 1954 zrušena a proto do služby v letech 1957–1959 vstoupily pouze tři kusy.
Torpédoborec Voyager se 10. února 1964 srazil s letadlovou lodí HMAS Melbourne a potopil se. O měsíc později byl proto do Austrálie zapůjčen (a roku 1972 prodán) torpédoborec Duchess. Torpédoborec Vampire byl roku 1985 zpřístupněn jako muzejní loď v Australian National Maritime Museum v Sydney. Torpédoborec Vendetta byl vyřazen roku 1977 a poslední Vampire sloužil v letech 1980–1989 jako cvičná loď. Celou třídu ve službě nahradily raketové torpédoborce třídy Perth.
 Peru

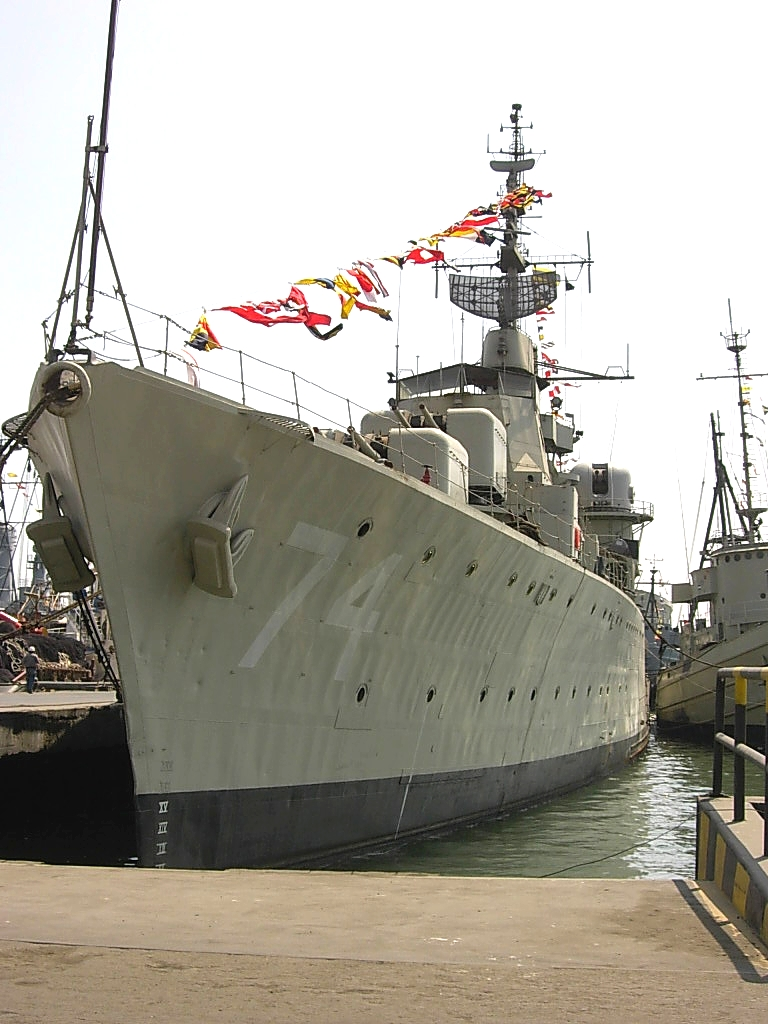
Peruánský torpédoborec Ferré v roce 2007. Vpravo je dobře vidět věžička 40mm kompletu DARDO.

Peruánské námořnictvo zakoupilo v roce 1969 vyřazené britské torpédoborce Decoy a Diana. Nový uživatel je převzal v březnu a dubnu 1973, přičemž byly přejmenovány na Ferré (74) a Palacios (73). Oba torpédoborce byly několikrát upravovány. Mezi komín a zadní dělovou věž byly umístěny čtyři dvojité kontejnery protilodních střel MM.38 Exocet, vrhač Squid byl nahrazen přistávací plochou pro vrtulníky a 40mm kanóny Bofors nahradily dva dvojhlavňové 40mm komplety DARDO. Z torpédoborce Palacios byla později odstraněna i zadní dělová věž, kterou nahradil hangár. Zatímco Palacios byl vyřazen v roce 1993, Ferré sloužil až do roku 1999.